# Xitomatla
Xitomatla är en ort i Mexiko.   Den ligger i kommunen Copanatoyac och delstaten Guerrero, i den sydöstra delen av landet, 220 km söder om huvudstaden Mexico City. Xitomatla ligger 1 739 meter över havet och antalet invånare är 139.
Terrängen runt Xitomatla är kuperad. Runt Xitomatla är det ganska tätbefolkat, med 248 invånare per kvadratkilometer. Närmaste större samhälle är Tlapa de Comonfort, 15,3 km nordost om Xitomatla. I omgivningarna runt Xitomatla växer huvudsakligen savannskog.